# Foot Loose & Fancy Free
Foot Loose & Fancy Free – ósmy studyjny album angielskiego piosenkarza rockowego Roda Stewarta. Wydany w 1977 roku przez wytwórnię Warner Bros. Records.

## Lista utworów
| 1. | „Hot Legs” (Rod Stewart)                                                                         | 5:14  |
|    |                                                                                                  |       |
| 2. | „You're Insane” (Stewart, Phil Chen)                                                             | 4:48  |
|    |                                                                                                  |       |
| 3. | „You're In My Heart (The Final Acclaim)” (Stewart)                                               | 4:30  |
|    |                                                                                                  |       |
| 4. | „Born Loose” (Stewart, Jim Cregan, Gary Grainger)                                                | 6:02  |
|    |                                                                                                  |       |
| 5. | „You Keep Me Hangin' On” (Brian Holland, Lamont Dozier, Eddie Holland)                           | 7:28  |
|    |                                                                                                  |       |
| 6. | „(If Loving You Is Wrong) I Don't Want to Be Right” (Homer Banks, Carl Hampton, Raymond Jackson) | 5:23  |
|    |                                                                                                  |       |
| 7. | „You Got A Nerve” (Stewart, Grainger)                                                            | 4:59  |
|    |                                                                                                  |       |
| 8. | „I Was Only Joking” (Stewart, Grainger)                                                          | 6:07  |
|    |                                                                                                  |       |
|    |                                                                                                  | 44:31 |
|    |                                                                                                  |       |